# Schradera umbellata
Schradera umbellata är en måreväxtart som beskrevs av Karel Presl. Schradera umbellata ingår i släktet Schradera och familjen måreväxter.
Artens utbredningsområde är Peru. Inga underarter finns listade i Catalogue of Life.